# Erioptera scabrifolia
Erioptera scabrifolia är en tvåvingeart som beskrevs av Alexander 1967. Erioptera scabrifolia ingår i släktet Erioptera och familjen småharkrankar.
Artens utbredningsområde är Honduras. Inga underarter finns listade i Catalogue of Life.